# Aluterus scriptus
Bourse écriture, Poisson-lime gribouillé
Espèce
Aluterus scriptus, communément nommé Bourse écriture ou Poisson-lime gribouillé, est une espèce de poissons marins de la famille des Monacanthidés.

## Description
Aluterus scriptus est un poisson de taille moyenne pouvant atteindre 110 cm de long. La physionomie du corps correspond à une forme ovale allongée, très comprimée latéralement. La couleur de fond est brun olivâtre à grise selon l'humeur (état de stress, phase de repos, ...) ou l'environnement (par exemple, quand il se repose sur le flanc parmi les coraux, il prend une coloration mimétique exceptionnelle). Le corps est parsemé de traits irréguliers et de points bleus ainsi que de taches noires surtout au niveau de la tête. La bouche est petite et terminale. La bourse écriture n'a pas de nageoire pelvienne, mais dispose de deux épines dorsales; la première est longue, fine et érectile. Son embase est juste au-dessus des yeux. La deuxième épine n'est pratiquement pas visible et sert à bloquer la première lorsque celle-ci est dressée. La nageoire caudale est de grande taille et peut être déployée tel un éventail. Le corps n'est pas recouvert de mucus protecteur comme nombre de poissons. Ses écailles sont pourvues de petites épines rendant la peau rugueuse comme une lime d'où le nom vernaculaire des membres de cette famille.
Les juvéniles ont une livrée jaune avec des taches noires, et développent leurs ornementations bleu vif en vieillissant.

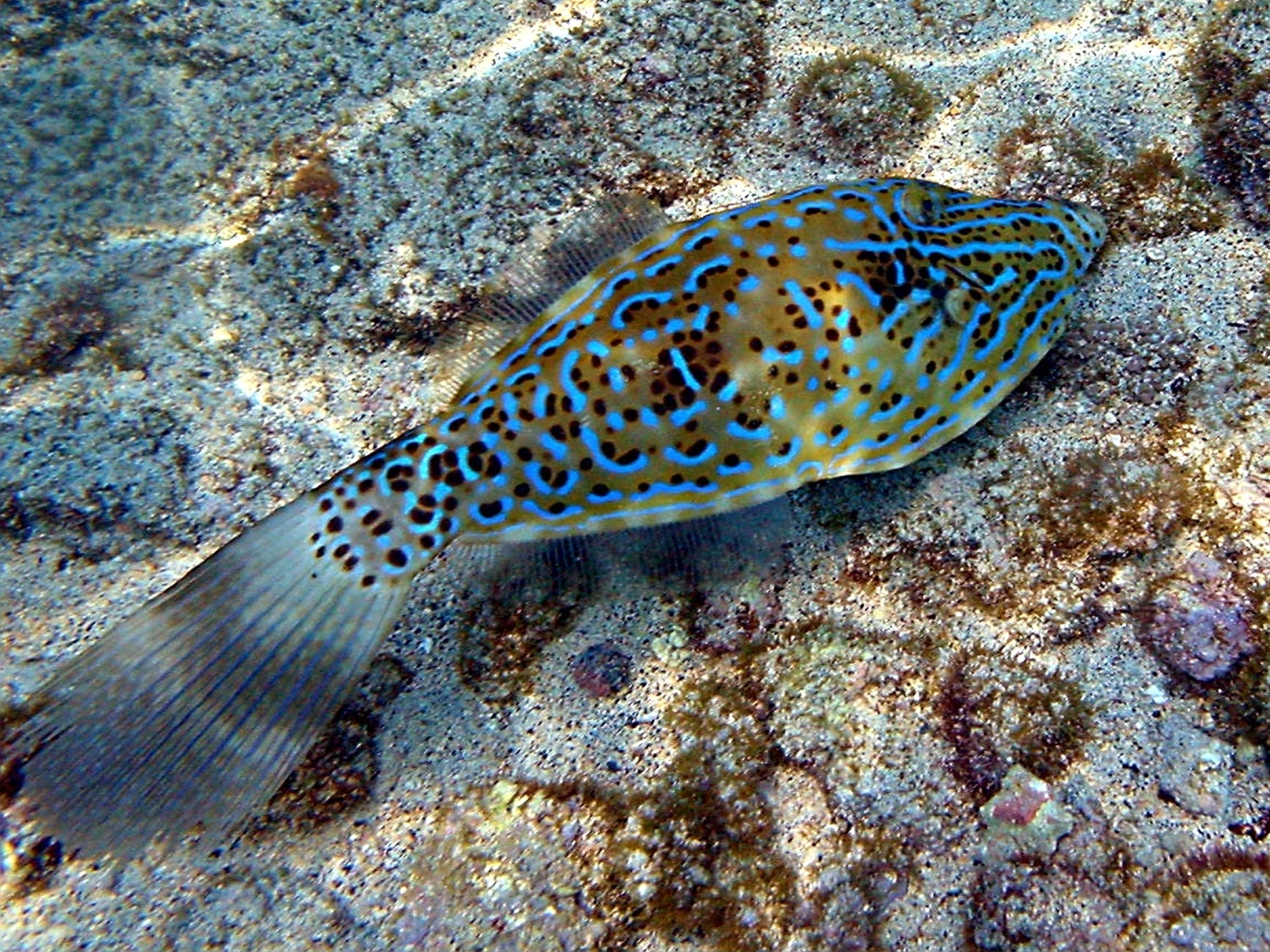
Allure générale
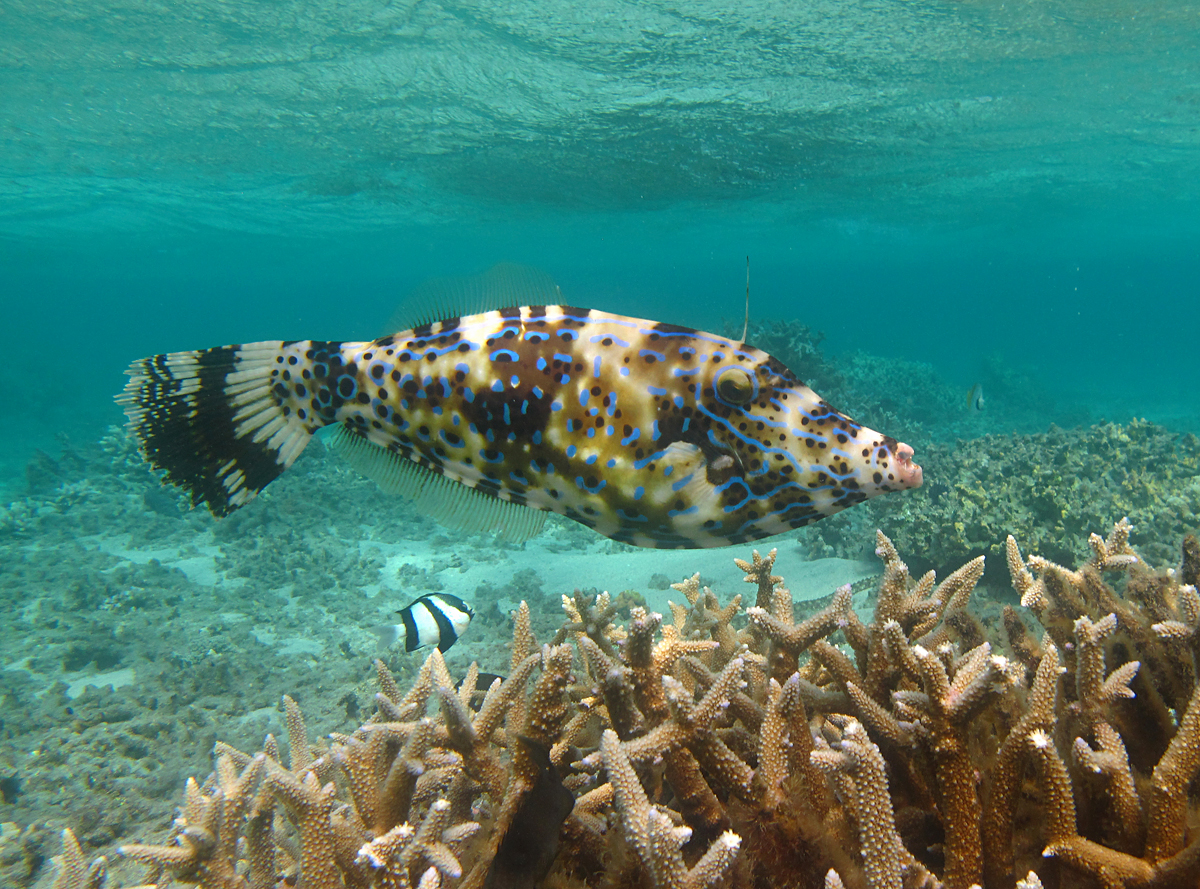
En livrée d'intimidation avant le pillage des algues des grégoires jardiniers.
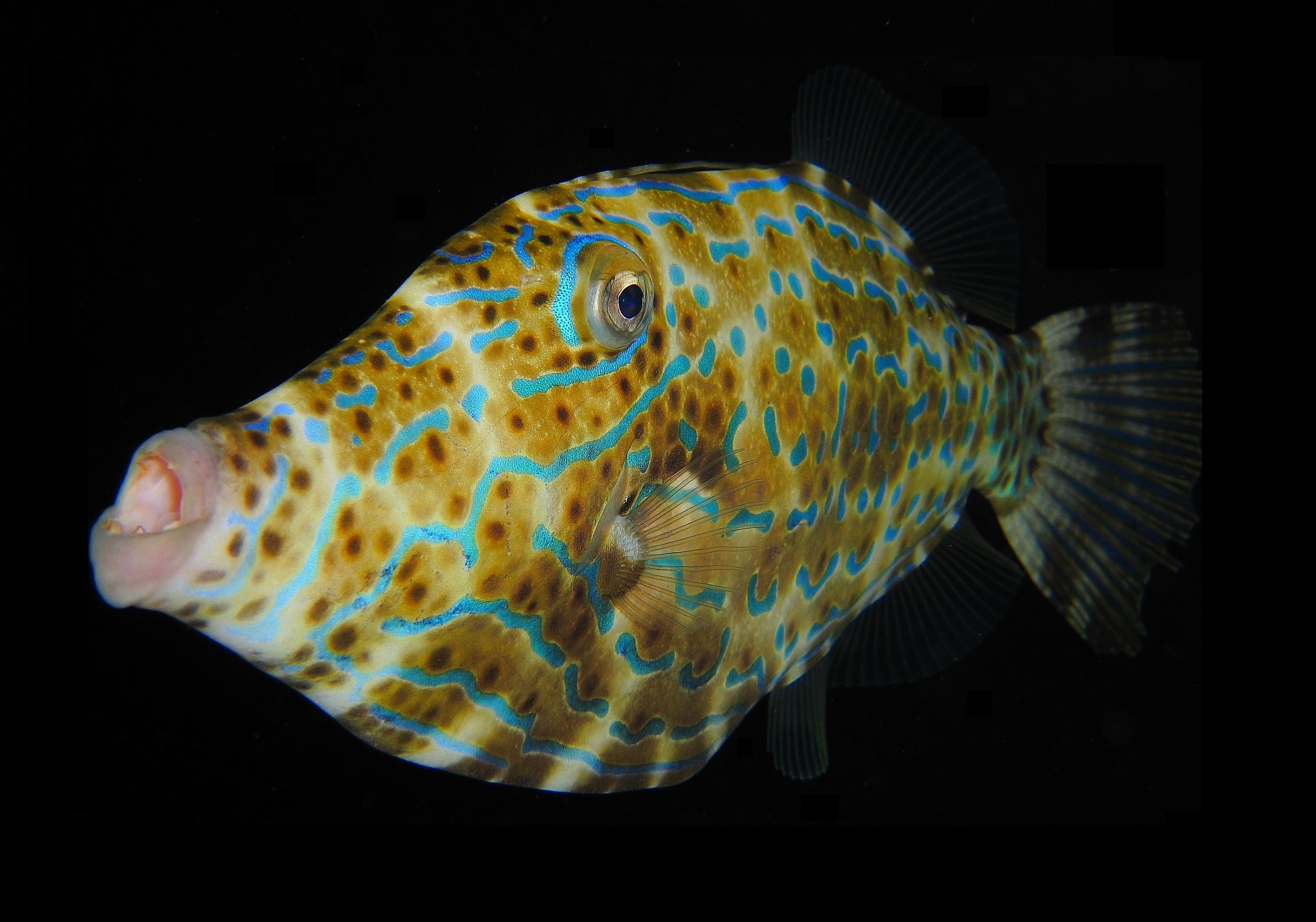
Détail de la tête.

## Distribution
Cette espèce a une répartition circumtropicale : elle fréquente donc les eaux tropicales de l'Océan Atlantique, de l'Océan Indien et du Pacifique. 

## Habitat
Ce poisson-lime se rencontre dans les lagons, sur les pentes récifales externes, dans les prairies d'herbiers, sur les secs et les épaves ainsi que parfois en pleine eau. On le trouve dans les eaux côtière entre 2 et 80 m de profondeur.

## Alimentation
Il est omnivore et se nourrit d'une grande variété de faune et flore benthiques incluant des petits crustacés, des algues, des feuilles de Zosteraceae, du corail de feu, des Hydrozoaires, des gorgones, anémones, tuniciers…

## Comportement
Aluterus scriptus a une activité diurne et est démersale. Il est solitaire et assez craintif vis-à-vis des plongeurs, il est rarement observé en couple ou en petit groupe.